# Wilhelmsdorfer Park

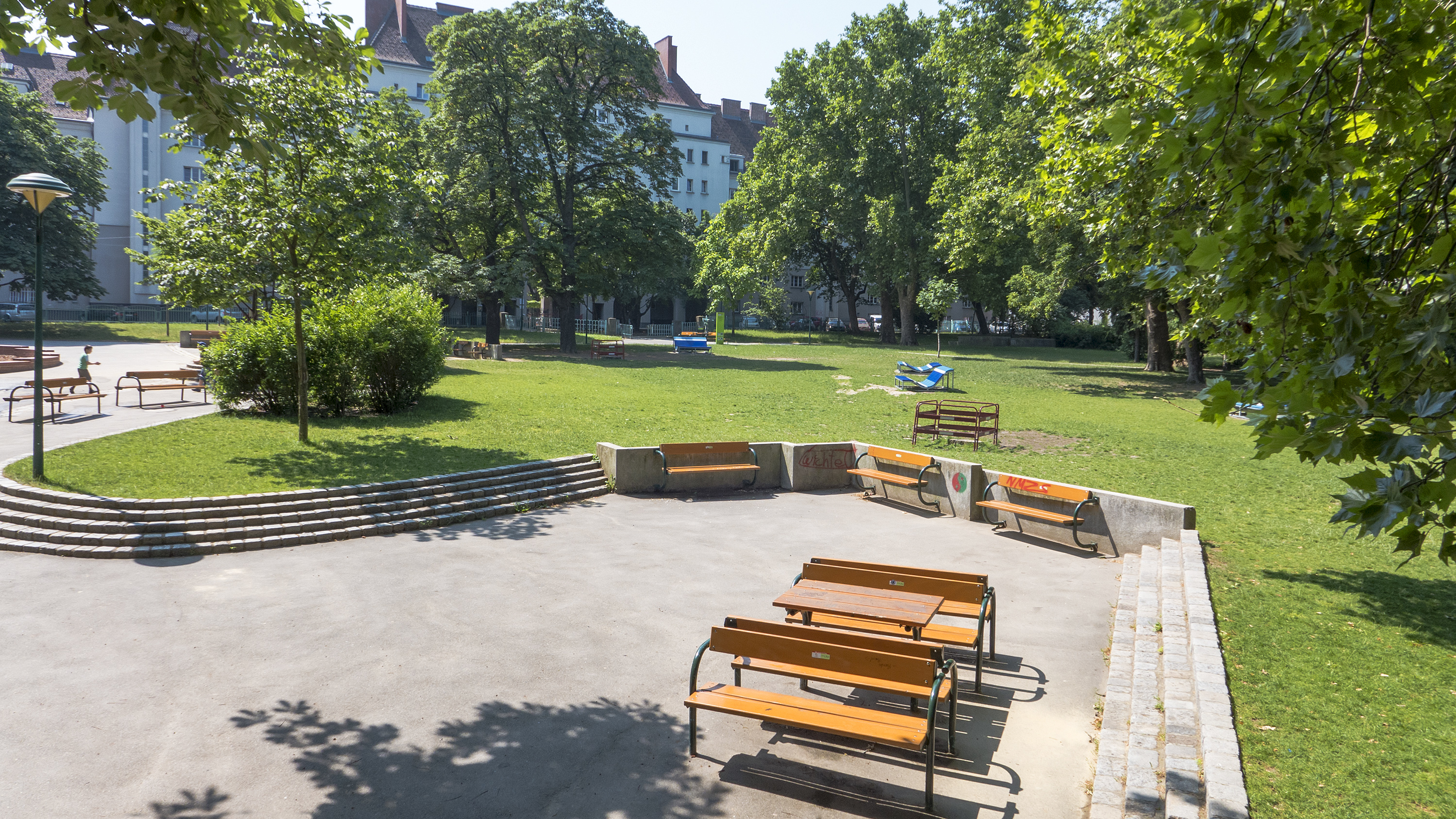
Wilhelmsdorfer Park

Der Wilhelmsdorfer Park ist eine Parkanlage im 12. Wiener Gemeindebezirk Meidling.

## Anlage

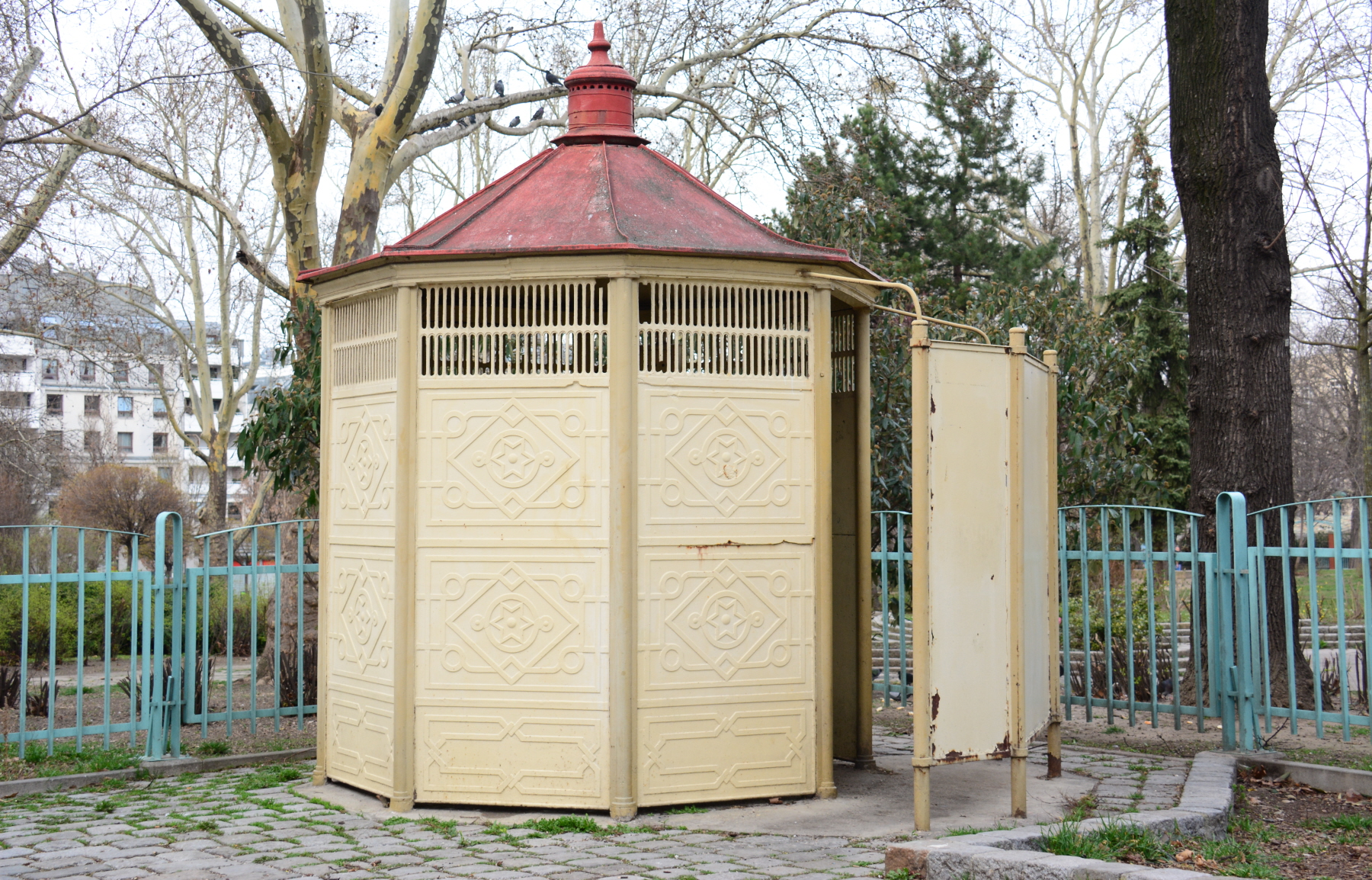
Bedürfnisanstalt im Park

Der rund 15.000 Quadratmeter große Park mit altem Baumbestand ist nach seiner Lage im früheren Vorort Wilhelmsdorf benannt, dessen Gebiet 1890 zu Wien eingemeindet wurde. Er grenzt an die Aßmayergasse, Flurschützstraße und Karl-Löwe-Gasse. Die kurze Deckergasse im Osten verbindet den Park mit der Längenfeldgasse. Nach ihr heißt er im Volksmund auch Deckerpark. Hier grenzt das Areal unmittelbar an eine 1908 erbaute Volksschule. Im Wilhelmsdorfer Park befindet sich außerdem eine 1909 von Wilhelm Beetz errichtete, oktogonale Bedürfnisanstalt.

## Geschichte
Der Wilhelmsdorfer Park wurde im Jahr 1909 eröffnet, woran ein Gedenkstein erinnert. Nach 1984 erfolgte eine Erweiterung um das Gelände eines aufgelassenen Schienenlagers der Wiener Linien. Die Wiener Landschaftsplaner Maja Kirchner und Wilfried Kirchner gestalteten den Park 1990 unter Einbeziehung verschiedener Blautöne neu.

## Öffentliche Verkehrsanbindung
In der Nähe des Wilhelmsdorfer Parkes fahren bei der Hst. Aßmayergasse: 62, Wlb und 59A
und bei der Hst. Flurschützstraße: 62, Wlb und 63A